# Bill Plympton

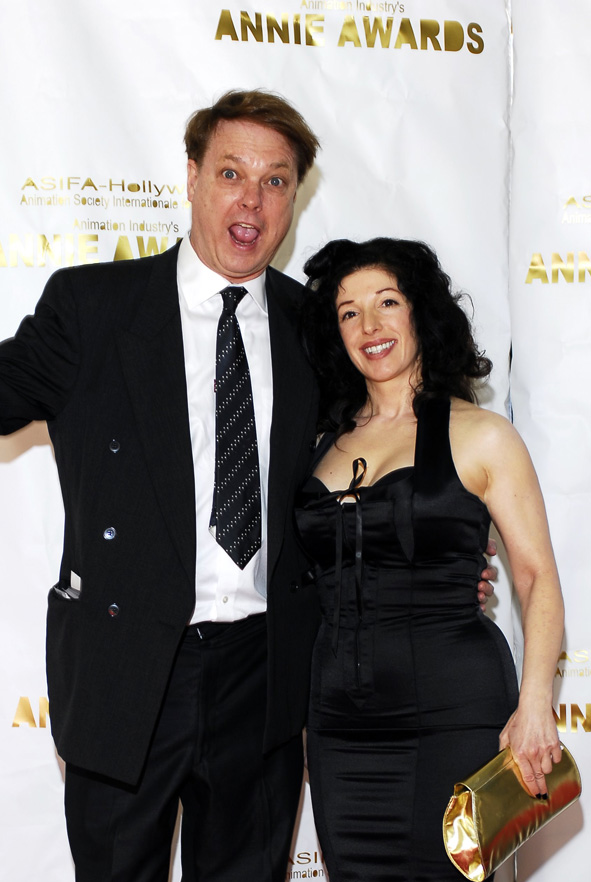
Bill Plympton

Bill Plympton, amerikansk animatör. Född i 30 april 1946, Portland, Oregon, USA. Hans mest spridda filmer är de som följde med på cd-skivan för Windows 95.

## Filmografi

### Animerade långfilmer
- The Tune (1992)
- I Married a Strange Person! (1997)
- Mutant Aliens (2001)
- Hair High (2004)
- Idiots And Angels (2008)
- Cheatin' (2014)

### Live-action features
- Walt Curtis, the Peckerneck Poet (1997)
- J. Lyle (1993)
- Guns on the Clackamas (1995)

### Animerade kortfilmer
- The Great Turn On (1968)
- Lucas the Ear of Corn (1977)
- Boomtown (1985)
- Drawing Lesson #2 (1985)
- Love in the Fast Lane (1985)
- Your Face (1987)
- One of Those Days (1988)
- How to Kiss (1989)
- 25 Ways to Quit Smoking (1989)
- Plymptoons (1990)
- Tango Schmango (1990)
- Dig My Do (1990)
- The Wise Man (1990)
- Draw (1990)
- Push Comes to Shove (1991)
- Nosehair (1994)
- How to Make Love to a Woman (1995)
- Smell the Flowers (1996)
- Boney D (1996)
- Plympmania (1996)
- Sex & Violence (1997)
- The Exciting Life of a Tree (1998)
- More Sex & Violence (1998)
- Surprise Cinema (1999)
- Can't Drag Race with Jesus (2000)
- Eat (2001)
- Parking (2001)
- Twelve Tales of Christmas (2001)
- Guard Dog (2004)
- The Fan & The Flower (2005)
- Guide Dog (uppföljare till Guard Dog, 2006)
- Shuteye Hotel (2007)

### Samlings-dvd
- Avoid Eye Contact, Vol. 1
- Avoid Eye Contact, Vol. 2
- Bill Plympton's Dirty Shorts
- Plymptoons: The Complete Early Works Of Bill Plympton (1992)
- Mondo Plympton (1997)
- Bill Plympton's Dog Days (2009)

### Musikvideor
- Peter Himmelman – "245 Days" (1990)
- Kanye West – "Heard 'Em Say"  (2005)
- "Weird Al" Yankovic – "Don't Download This Song"  (2006)
- Parson Brown – "Mexican Standoff"  (2008)
- "Weird Al" Yankovic – "TMZ"  (2011)

### Reklamfilmer
- MTV public service announcement "Acid Rain" (1989)
- Trivial Pursuit (1990-91)
- Sugar Delight (1990)